# 娄杖子镇
娄杖子镇，是中华人民共和国河北省秦皇岛市青龙满族自治县下辖的一个乡镇级行政单位。

## 行政区划
娄杖子镇下辖以下地区：
娄杖子村、前牛山村、前擦岭村、朴杖子村、后牛山村、西台子村、丁杖子村、小大杖子村、杜杖子村、后擦岭村、王庄村、大鹿沟村、小鹿沟村、狮子坪村和小山村。